# 김철호 (1983년)
김철호(한국 한자: 金喆淏, 1983년 9월 26일 ~)는 대한민국의 전직 축구 선수이다. 현역 시절 포지션은 미드필더였다.

## 클럽 경력
2004시즌을 앞두고 성남 일화 천마에 입단하며 프로 무대에 데뷔했다. 2005년 3월 13일 열린 FC 서울과의 K리그 리그컵 경기에서 프로 데뷔골을 기록했다. 2007년 8월 8일 열린 제주 유나이티드와의 경기에서는 K리그 첫 골을 신고했다. 2010년 AFC 챔피언스리그 결승전에서 성남의 우승을 결정짓는 쐐기골을 기록했다.
2011년, 군 복무를 위해 상주 상무에 입대했다.

## 수상

### 클럽

#### 성남 FC
- K리그 클래식
  - 우승 1회 (2006)
- FA컵
  - 우승 1회 (2014)
- 리그컵
  - 우승 1회 (2004)
- AFC 챔피언스리그
  - 우승 1회 (2010)